# Établissement de l'Ouest
L'Établissement de l'Ouest (en vieux norrois : Vestribyggð) était un groupe de fermes et de communautés établies par les Vikings islandais vers 985 dans le Groenland médiéval. Il était situé sur la côte Ouest de l'île, au fond du fjord de Nuuk (près de l'actuelle capitale Nuuk).
À son maximum, la population de l'établissement de l'Ouest a probablement atteint environ 1 000 habitants, soit le quart de celle de l'établissement de l'Est. Les ruines de près de 95 fermes ont été découvertes sur le territoire, la plus grande d'entre elles était Sandnæs.
Cette colonie est moins bien connue que l'établissement de l'Est à cause du faible nombre de mentions et de l'absence de description directe de celle-ci dans les sources médiévales sur le Groenland. La dernière mention de cette colonie nordique est due à Ívar Bárðarson qui écrivait à l'évêque de Bergen pour lui décrire ce qu'il avait observé au cours de la période 1341-1360. Lors de son voyage jusqu'à l'établissement de l'Ouest, il a uniquement trouvé des fermes abandonnées.